# Question linguistique grecque
La question linguistique grecque (en grec moderne : γλωσσικό ζήτημα, glossikό zítima) est une controverse qui a opposé les partisans de l’utilisation, comme langue officielle de la Grèce, du grec populaire (ou grec démotique, « δημοτική » [dimotikí] en grec), à ceux qui lui préféraient une version artificielle et supposément plus proche du grec ancien, conçue par des intellectuels nationalistes grecs, la katharévousa (καθαρεύουσα, « langue purifiée »). La question linguistique fut à l'origine de nombreuses polémiques politiques et intellectuelles aux XIXe et XXe siècles et ne fut résolue qu’en 1976, lorsque le démotique fut finalement choisi comme langue officielle de la république hellénique.

## Présentation linguistique du problème
Dès le premier siècle avant Jésus-Christ, l'émergence de deux styles d'écriture différents se dessine dans les pays de langue grecque: alors que d'un côté, le koine alexandrin, langue du peuple, évoluait naturellement, certains érudits, appelés "atticistes", commencèrent à imiter dans leurs écrits le grec attique de l'époque classique. Celui-ci était associé aux nombreuses innovations du Ve siècle av. J.-C. dans les domaines de la philosophie, de l'art d'État et autres, et était considéré comme noble, tandis que la langue simple du peuple, qui avait subi de grands changements phonétiques, morphologiques et syntaxiques en l'espace de quelques siècles, et qui se distinguait déjà nettement du grec ancien (plus précisément du dialecte attique du grec ancien), était de plus en plus perçue comme vulgaire et indigne d'être écrite par les cercles d'érudits.
Au XVIIIe siècle, l'émergence des Lumières et de la Grande Idée dans l'espace intellectuel hellénophone embrase la controverse. Il faut noter qu'il ne s'agit pas de deux camps complètement séparés, mais plutôt d'un large spectre d'opinion entre les partisans d'un retour pur et simple à l'attique du Ve siècle av. J.-C. et ceux d'un grec populaire et entièrement phonétique. Par exemple, la première grand controverse sur la question se joue entre deux « atticiens », Adamantios Korais (1748–1833) et Panagiotis Kodrikas (1762-1827), ce dernier voulant un retour au grec ancien. Dans leurs pamphlets, les deux auteurs montrent cependant déjà une caractéristique qui va dominer les débats pendant toute la question, le lien anti-scientifique fait entre linguistique, politique et morale. Pour eux, la décadence de la culture grecque avait conduit à une barbarisation de la pensée et de la langue ; si l'on corrigeait maintenant la langue, cela entraînerait automatiquement un ennoblissement des mœurs.
Après plusieurs années de guerre d'indépendance, l’État grec est fondé en 1830 ; la capitale est d'abord Nauplie, puis Athènes, à partir de 1834. Le katharevousa s'imposa comme langue officielle de l'État, car on considérait que la langue vernaculaire, peu prestigieuse et « brute », n'était pas adaptée aux exigences d'un État moderne ; en outre, l'établissement d'une langue savante de haut niveau devait permettre de renouer avec la splendeur des temps passés. Toutefois, une normalisation et une standardisation officielles du katharevousa n'a jamais eu lieu, de sorte que des variantes plus archaïques de la langue haute ont pu continuer à exister et s'imposer peu à peu face au katharevousa modéré d'un Korais.
Voici quelques exemples des éléments caractéristiques à la plupart des formes de katharevousa :

### Éléments morphologiques
La katharévousa a conservé le datif, de nombreux participes et plusieurs temps et modes de conjugaisons du grec ancien.

### Éléments phonologiques
La katharévousa utilise des phonèmes qui n'existent plus en grec moderne. Ainsi, νδρ (en grec ancien : [ndr] mais en katharévousa : [nðr]), φθ (en grec ancien : [pʰtʰ], en démotique et en katharévousa [fθ]), αυθ (en grec ancien : [autʰ], en démotique et en katharévousa [afθ]), ευθ (en grec ancien : [eutʰ], en démotique et en katharévousa [ɛfθ])

### Éléments syntaxiques
Alors que le démotique utilise principalement des phrases simples, la katharévousa emploie souvent une syntaxe proche du grec ancien, respectant les règles de l'enclave et du déterminant qui précède le déterminé, et créant ainsi des phrases relativement complexes.

### Éléments lexicaux
La katharévousa a rejeté de nombreux mots issus de la langue populaire car ceux-ci sont d'origine étrangère, souvent turque, italienne ou française. Ces termes ont été remplacés soit par des mots anciens, soit par des néologismes. Parallèlement, des mots issus du grec ancien mais ayant évolué furent archaïsés ou remplacés par leurs équivalents anciens. Le terme ancien « ἰχθύς », poisson, a ainsi remplacé le terme moderne « ψάρι », tandis que la forme archaïsante « εξωκλήσσιον » a remplacé le terme moderne « ξωκλήσι », petite chapelle.
Toutes ces différences font que la katharévousa n'est que partiellement compréhensible pour un Grec qui ne l’a pas étudiée.

## Histoire

### Avant l’indépendance de la Grèce
La question linguistique est née à la fin du XVIIIe siècle, lorsque Eugène Voulgaris (1716–1806), Lambros Photiadis (en), Stéphanos Kommitas (el) et Neophytos Doukas (en) ont commencé à soutenir une version plus archaïque du grec alors que les élèves de Voulgaris, Iósipos Misiódax (1725–1800) et Dimitrios Katartzis (vers 1725-1807), se sont tournés vers une forme plus simple. À l'inverse, le poète Dionysios Solomos, ébloui par la qualité de la langue populaire, a pris chaleureusement sa défense : « Soumets-toi à la langue du peuple, et si tu es assez fort, conquiers-la », écrit-il en 1824 dans son Dialogue du Poète et du Lettré pédant.
La controverse a opposé, avant et pendant la guerre d'indépendance, deux groupes de savants grecs vivant à Paris, lorsque s'est posé le problème de la langue à adopter dans les traductions des œuvres françaises, et dans les éditions des chefs-d'œuvre de l'Antiquité grecque. Le conflit s'est cristallisé autour de deux hommes, Adamantios Koraïs (1748–1833), et Panayotis Kodrikas (el) (vers 1750-55, mort à Paris en 1827). Ce dernier fut le secrétaire des princes Phanariotes puis l'interprète à l'ambassade de l'Empire ottoman à Paris ; en théorie, il était partisan de la langue savante utilisée par les lettrés phanariotes et l'Église orthodoxe grecque au Patriarcat, langue qu'il considérait comme égale en valeur à celle du grec ancien ; cependant, en contradiction avec cette théorie, il s'est révélé dans sa pratique langagière, partisan d'une voie du juste milieu.
Son adversaire, Koraïs, a alors joué un rôle important par le travail d'édition philologique considérable qu'il a accompli pour favoriser l'enseignement et la culture dans la Grèce renaissante. Il a pris position en faveur de la langue populaire tout en souhaitant la purifier de ses éléments considérés comme des barbarismes, et l'enrichir, dans le respect de son génie propre, et avec une grande parcimonie.

### Adoption de la katharévousa
Avec la guerre d’indépendance (1821-1830), la Grèce se libéra du joug ottoman ; la langue démotique, langue vivante et parlée par le peuple, fut alors écartée par les puristes phanariotes, aidés en cela par la monarchie d'origine bavaroise, installée en Grèce à l'aide des puissances occidentales, qui était imbue d'un néoclassicisme effréné. L'aristocratie phanariote considérait en effet la langue vulgaire comme incapable de satisfaire aux besoins de la Grèce moderne, et préférait une langue artificielle, quasiment complètement détaché de la langue réelle du peuple grec.
La katharévousa fut ainsi choisie comme langue officielle du nouvel État grec en 1834. Dans le même temps, un auteur comme Panayotis Soutsos, considéré comme la figure la plus emblématique du romantisme grec, s’exprimait dans une langue de plus en plus archaïsante et décida finalement, en 1853, d’abandonner la katharévousa et de réintroduire le grec ancien,.
Cette situation, jugée absurde (reproduite plus tard avec la « résurrection » de l'hébreu), entraîna en 1888, en réaction, une « rébellion littéraire » et nationale, dont le héraut fut Jean Psichari, entouré des démoticistes historiques que furent les poètes et écrivains Kostis Palamas, Alexandros Pallis, Georges Drossinis (el) et Argyris Eftaliotis (el). Selon le mot de Psichari, « Langue et patrie ne font qu'un. Qu'on se batte pour sa patrie ou pour sa langue maternelle, ce n'est qu'une seule et même lutte ».

### Une controverse de plus en plus aigüe
Au tournant du XIXe et du XXe siècle, la controverse s’installe sur la scène politique nationale, et des émeutes menée par des étudiants conservateurs éclatent en 1901 avec la traduction des Évangiles en langue démotique (évènements connu sous le nom d’Evangelika), puis en 1903, avec la traduction d'œuvres classiques en démotique (Orestiaka).
Les partisans de la katharévousa dénoncèrent les défenseurs du démotique en les appelant « μαλλιαροί » (autrement dit : « chevelus »), « αγελαίοι » (« vulgaires ») et « χυδαϊσταί » (« plébéiens »). Parallèlement, les soutiens de la langue démotique surnomment leurs ennemis « γλωσσαμύντορες » (c’est-à-dire « puristes »), « σκοταδιστές » (« obscurantistes »), « αρχαιόπληκτοι » (« maniaques de l’ancien »), « μακαρονισταί » (« macaronistes ») ou συντηρητικοί » (« conservateurs »),.
Cette situation paralysa complètement le système éducatif grec, forcé d'enseigner aux enfants une langue qu'ils ne parlaient pas au quotidien, et dont ils n'avaient aucun usage. Au lieu de les aider, l’éducation qu’ils recevait ralentissait leur acquisition du langage.

### La transition vers le démotique
Au début du XXe siècle, seule l’école de filles de Volos enseignait en démotique. Grâce à l'utilisation de cette langue, le pédagogue libertaire Alexandros Delmouzos (el) (1880-1956) parvint à améliorer considérablement les résultats scolaires de ses élèves. Mais, en dépit de son succès, le clergé et les conservateurs s’opposèrent à son projet avec tant de véhémence que son école finit par être fermée.
L'évêque orthodoxe Fan Noli (1882-1965), qui a traduit en démotique plusieurs œuvres de William Shakespeare et d'Henrik Ibsen, insista sur la nécessité d'une langue populaire et rappelle, dans ses mémoires, qu'à cause de la katharévousa, « il y avait parfois des scènes humoristiques dans des comédies, sans que personne n'en rit ».
En 1917, la démotique est introduite avec succès dans les écoles primaires grecques, mais elle finit par être à nouveau remplacée par la katharévousa. La génération littéraire de 1918-1928 préfére composer avec la situation de diglossie, et crée son propre langage, mélange de démotique et de katharévousa mêlant emprunts étrangers, mots dialectaux ou emprunts au grec ancien, avec en outre une inflation d'adjectifs, de mots composés et de diminutifs. Le poète Kóstas Karyotákis est le représentant de cette langue mêlée.
C'est seulement le 30 avril 1976, après la fin de la dictature en Grèce, que la katharévousa est définitivement abandonnée. Le gouvernement de Konstantinos Karamanlis bannit en effet la katharévousa des écoles. Quelques mois plus tard, une loi qui fait du démotique la langue officielle de la Grèce est votée : c’est la fin de la diglossie.